# Ricardo Le Fort
Ricardo Agusto Le Fort (San Miguel de Tucumán, 13 de octubre de 1965) es un exjugador argentino de rugby que se desempeñaba como hooker. 

## Carrera
Debutó en la primera del Tucumán Rugby Club en 1984 y al siguiente año se ganó la convocatoria a los Naranjas, con quienes obtendría varios campeonatos con compañeros como Santiago Mesón, Martín Pfister, José Santamarina y Martín Terán. Siendo uno de los jugadores más importantes de la historia de su club, donde se retiró 2001.

## Selección nacional
Fue convocado a los Pumas por primera vez en octubre de 1994 para enfrentarse a los Springboks y disputó su último partido en septiembre de 1998 ante los Brave Blossoms. En total disputó 6 partidos y marcó 10 puntos, productos de dos tries.

### Participaciones en Copas del Mundo
Disputó la Copa Mundial Inglaterra 1991 y Sudáfrica 1995.
| Mundial                       | Sede       | Resultado    | PJ | Tries |
| ----------------------------- | ---------- | ------------ | -- | ----- |
| Copa Mundial de Rugby de 1991 | Inglaterra | Primera fase | 2  | 0     |
| Copa Mundial de Rugby de 1995 | Sudáfrica  | Primera fase | 0  | 0     |

## Palmarés
| Título                        | Equipo        | País      | Año  |
| ----------------------------- | ------------- | --------- | ---- |
| Anual Tucumano                | Tucumán Rugby | Argentina | 1989 |
| Anual Tucumano                | Tucumán Rugby | Argentina | 1990 |
| Anual Tucumano                | Tucumán Rugby | Argentina | 1991 |
| Anual Tucumano                | Tucumán Rugby | Argentina | 1992 |
| Anual Tucumano                | Tucumán Rugby | Argentina | 1992 |
| Torneo Regional del Noroeste  | Tucumán Rugby | Argentina | 2000 |
| Campeonato Argentino de Rugby | Tucumán       | Argentina | 1990 |
| Campeonato Argentino de Rugby | Tucumán       | Argentina | 1992 |
| Campeonato Argentino de Rugby | Tucumán       | Argentina | 1993 |